# Смайлі (Техас)
Смайлі (англ. Smiley) — місто (англ. city) в США, в окрузі Ґонсалес штату Техас. Населення — 475 осіб (2020).

## Географія
Смайлі розташоване за координатами 29°16′17″ пн. ш. 97°38′15″ зх. д. / 29.27139° пн. ш. 97.63750° зх. д. (29.271292, -97.637551).  За даними Бюро перепису населення США в 2010 році місто мало площу 1,35 км², уся площа — суходіл.

## Демографія
Згідно з переписом 2010 року, у місті мешкало 549 осіб у 191 домогосподарстві у складі 136 родин. Густота населення становила 407 осіб/км².  Було 220 помешкань (163/км²).
Расовий склад населення:
| - 66,8 % — білих - 1,3 % — корінних американців - 0,2 % — вихідців з тихоокеанських островів - 0,2 % — чорних або афроамериканців - 0,2 % — азіатів - 30,6 % — осіб інших рас |

До двох чи більше рас належало 0,7 %. Частка іспаномовних становила 67,0 % від усіх жителів.
За віковим діапазоном населення розподілялося таким чином: 30,2 % — особи молодші 18 років, 51,8 % — особи у віці 18—64 років, 18,0 % — особи у віці 65 років та старші. Медіана віку мешканця становила 36,4 року. На 100 осіб жіночої статі у місті припадало 107,2 чоловіків;  на 100 жінок у віці від 18 років та старших — 99,5 чоловіків також старших 18 років.
Середній дохід на одне домашнє господарство  становив 43 329 доларів США (медіана — 36 875), а середній дохід на одну сім'ю — 52 421 долар (медіана — 42 344). За межею бідності перебувало 15,4 % осіб, у тому числі 12,5 % дітей у віці до 18 років та 34,6 % осіб у віці 65 років та старших.
Цивільне працевлаштоване населення становило 247 осіб. Основні галузі зайнятості: виробництво — 18,2 %, будівництво — 18,2 %, освіта, охорона здоров'я та соціальна допомога — 17,8 %.